# جون لايتون
جون لايتون (بالإنجليزية: John Leighton)‏ هو لاعب كرة قاعدة أمريكي، ولد في 4 أكتوبر 1861 في بيبودي في الولايات المتحدة، وتوفي في 31 أكتوبر 1956 في لين في الولايات المتحدة.

## وصلات خارجية
- جون لايتون على موقعبيزبول رفرنس.كوم (الدوري الرئيسي) (الإنجليزية)
- جون لايتون على موقعبيزبول رفرنس.كوم (الدوري الثانوي) (الإنجليزية)
- جون لايتون على موقع جمعية أبحاث البيسبول الأمريكية (الإنجليزية)